# Тарасово (Днепропетровская область)
Тарасово (укр. Тарасове) — село,
Попасненский сельский совет,
Новомосковский район,
Днепропетровская область,
Украина.
Код КОАТУУ — 1223286005. Население по переписи 2001 года составляло 69 человек .

## Географическое положение
Село Тарасово находится на одном из истоков реки Богатенькая,
на расстоянии в 1 км от села Привольное.